# Oxyoppioides decipiens
Oxyoppioides decipiens är en kvalsterart som först beskrevs av Paoli 1908.  Oxyoppioides decipiens ingår i släktet Oxyoppioides och familjen Oppiidae. Inga underarter finns listade i Catalogue of Life.